# Schalmei

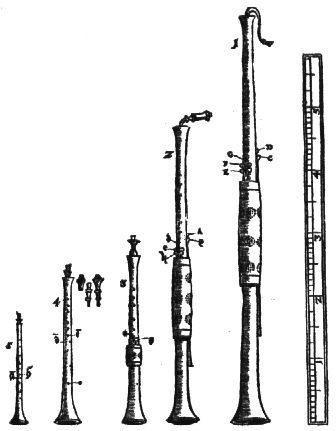
Schalmeien (aus dem Syntagma musicum von Michael Praetorius)

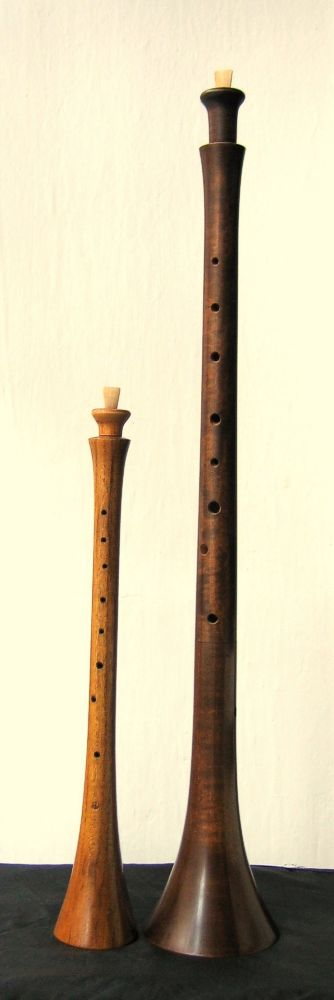
Zwei rekonstruierte Renaissance-Schalmeien: Sopranino und Sopran

Die Schalmei, auch Schalmay, Schalmey, Ciaramella, Kalamaia, ist ein Holzblasinstrument mit Doppelrohrblatt und konisch gebohrter Röhre. Die Schalmei besitzt meist sieben vorderständige Grifflöcher. Ein Daumenloch für den linken Daumen kann ebenfalls vorhanden sein. Im 15. Jahrhundert entwickelte Schalmeien mit einem in tiefere Lagen erweiterten Tonumfang wurden Pommer genannt.
Der Klang ist sehr laut, scharf und vor allem in der tiefen Lage nasal. Der Tonumfang beträgt 1½-2 Oktaven, wobei  einmal in die Oktave überblasen wird. Die Instrumente sind mittels Gabelgriffen chromatisch mit Ausnahme der kleinen Sekunde zum tiefsten Ton spielbar. Bei diesem direkt angeblasenen Rohrblattinstrument wird häufig eine Pirouette (Lippenstütze) zur Entlastung der Lippen verwendet.
Die Schalmei hat asiatische Vorläufer, die in Iran und Zentralasien sornay, in der Türkei zurna genannt werden, und erschien in Europa im Mittelalter. In der Renaissance wurde sie in c/f-Stimmung in den bei Blockflöten üblichen Stimmlagen Garklein, Sopranino, Sopran, Alt, Tenor und Bass gebaut. Die Bassschalmei ist unhandlich und muss mit sehr viel Luft geblasen werden.
Mit Entwicklung der Oboe im Barockzeitalter wurde die Schalmei aus der höfischen Musik bzw. aus dem Konzert vollständig verdrängt. In einigen Regionen des westlichen Mittelmeerraums und der Bretagne werden Schalmeien jedoch bis in die Gegenwart als Volksinstrumente weiterverwendet (zum Teil revitalisiert, siehe Bombarde, Tarota, Autbòi, Ciaramella, Piffero, Sopila). Außereuropäische, vor allem orientalische Schalmeiinstrumente waren und sind weit verbreitet.
Seit der Mitte des 20. Jahrhunderts werden wieder Schalmeien nach historischen Vorbildern gebaut und gespielt. Neben der Wiedergabe von Musik aus Mittelalter und Renaissance werden sie vereinzelt auch im Folk und moderner Musik eingesetzt.